# Robbie Earle
Robert Fitzgerald Earle (Newcastle-under-Lyme, 27 gennaio 1965) è un ex calciatore giamaicano, di ruolo centrocampista.

## Palmarès

### Individuale
- FA Premier League Player of the Month: 1

Febbraio 1996-1997